# 高田蒔
高田 蒔（たかた まき、1892年〈明治25年〉12月30日 - 1978年〈昭和53年〉3月4日）は、日本の生化学者、内科学者、内科医。医学博士。東邦大学名誉教授、アメリカ国際アカデミー名誉会員。雅号は日庵主人。

## 略歴
新潟県新潟市学校町通（現 新潟市中央区学校町通）の新潟県直税署職員・高田善一郎の四男として出生。
1910年（明治43年）3月に新潟中学校を卒業、1911年（明治44年）9月に仙台医学専門学校医学科に入学、1913年（大正2年）8月に東京府北豊島郡巣鴨町巣鴨（現 東京都豊島区巣鴨）の溝口伯爵家家扶・高田政敏の養子になった。
1915年（大正4年）9月に東北帝国大学医学専門部医学科を優等で卒業、恩賜の銀時計を下賜された。
1915年（大正4年）9月に東北帝国大学医科大学医化学教室医化学講座（担任：井上嘉都治教授）副手に就任、1916年（大正5年）3月に助手に就任。
1921年（大正10年）11月から1923年（大正12年）11月までドイツのベルリン大学に留学、生化学と内科学とレントゲン学を専攻、ドイツ、フランス、イタリア、スイス、スウェーデン、デンマーク、ノルウェー、アメリカを視察。
1923年（大正12年）12月に東北帝国大学理学部生物学教室講師に就任、生化学を担当。
1924年（大正13年）1月に東北帝国大学を退職、2月に東京・小石川病院副院長に就任、1927年（昭和2年）5月に小石川病院を退職、6月に神戸・バイエル薬品顧問に就任、1934年（昭和9年）から兵庫県立神戸病院内科客員を兼任。
1937年（昭和12年）6月から12月までドイツ、フランス、イギリス、イタリア、スイス、チェコスロヴァキア、オランダ、ベルギー、オーストリア、ハンガリー、ユーゴスラヴィア、フィリピンを視察。
1944年（昭和19年）4月に兵庫県立医学専門学校講師に就任、航空医学を担当。
1946年（昭和21年）に帝国女子医学薬学専門学校医学科医化学教室第3代教授に就任、1950年（昭和25年）4月に東邦大学医学部医化学教室教授に就任、1958年（昭和33年）3月に東邦大学を定年退職。
1978年（昭和53年）3月4日午後9時20分に東京都大田区大森西の東邦大学医学部付属大森病院で老衰のため死去、85歳没。告別式は同区池上の厳定院で執り行われた。

## 研究・業績
- 臨床生化学の草分けで[8]、1925年（大正14年）3月4日に肝機能検査法である「高田反応」を発見した[15]。

- 胃液の産生は食塩の刺激によるという説を否定した論文『胃液ノ硏究』で1922年（大正11年）6月に東北帝国大学から医学博士号を取得した[11]。

- 太陽活動が血清に与える影響を研究した[16]。

- 人体に正や負の電位を負荷するとどのような影響があるかを調べた時に発見した血清のある法則を基に、1940年（昭和15年）に負電位負荷による電位治療器の「イオノスタート（タカタスタート、現 タカダイオン）」を開発した[17][注 6]。

## 表彰
- 2017年（平成29年）4月18日 - 東久邇宮記念賞[17]

## 家族・親戚
- 高田善一郎 - 父、高田家宗家8代目、新発田藩藩士、中学新発田校助教諭（漢学）、新潟税務署直税課長。
- 高田政敏 - 養父（従叔祖父〈曽祖父の四弟の長男〉）、新発田藩藩士、溝口伯爵家家扶。
- 高田貞弥（ていや） - 異母長兄、高田家宗家9代目、英文学者、第二高等学校教授、第七高等学校造士館教授。
- 高田莠（はくさ） - 次兄、陸軍砲兵中佐。
- 高田信川 - 甥（高田莠の長男）、松井建設監査役。
- 高田弥彦 - 甥（高田莠の次男）、函館製網船具監査役。
- 高田元治郎 - 叔父（高田善一郎の次弟）、鉄道官僚、台湾総督府殖産局長。
- 高田誠二 - 従甥（高田元治郎の男孫）、計測工学者、北海道大学名誉教授。
- 高田勇 - 従甥（叔父〈高田善一郎の長弟〉の男孫）、自治官僚、公選第10-13代長崎県知事。
- 小金井権三郎 - 伯父（義母〈妻の母〉の長兄）、衆議院議員。
- 小金井良精 - 伯父（義母〈妻の母〉の次兄）、医師、解剖学者、人類学者、東京帝国大学名誉教授。
- 橋本節斎 - 義父（妻の父）、医師、内科学者、東京帝国大学医科大学内科学第一講座助教授、小石川病院（現 小石川東京病院）設立者・初代院長。
- 橋本義雄 - 義弟（妻の三弟）、医師、外科学者、名古屋大学名誉教授。
- 橋本治雄 - 義弟（妻の四弟）、医師、細菌学者、東芝化学工業社長。
- 大里俊吾 - 義弟の娘婿の父、橋本義雄の長女の夫の父、高田蒔の友人、医師、内科学者、福島県立医科大学初代学長・名誉教授。

## 著作物

### 著書
- 『日獨會話 伯林生活』南江堂書店、1927年。
- 『腦脊髓液診斷學』南山堂書店、1927年。
- 『日獨醫學論文辭典』南江堂、1939年。
- 『科學と倫理』科学書院、1943年。
- 『結核の化學療法』吐鳳堂、1950年。

### 論文
- CiNii収録論文 - CiNii